# بونافينتور كالو
بونافينتور كالو (بالفرنسية: Bonaventure Kalou)‏، من مواليد 12 يناير 1978 في أومي في ساحل العاج، لاعب كرة قدم من ساحل العاج.
بدأ مسيرته الكروية مع نادي أسيك ميموساس في عام 1997، وفي عام 1997 انتقل إلى نادي فيينورد روتردام الهولندي، ولعب معهم حتى عام 2003، وشارك معهم في 149 مباراة وسجل 35 هدف، وقد أعير في عام 1997 إلى نادي إكسيلسيور روتردام، وفي عام 2003 انتقل إلى نادي أوكسير الفرنسي، ولعب معهم حتى عام 2005، وشارك معهم في 63 مباراة وسجل 19 هدف، ومنذ عام 2005 وهو يلعب مع نادي باريس سان جيرمان الفرنسي.
و قد بدأ باللعب مع منتخب ساحل العاج لكرة القدم في عام 1998.
انتقل لنادي الجزيرة الإماراتي في موسم 2007\2008 قادماً من نادي لنس الفرنسي، بعقد قيمتة 5 ملايين يورو، ولكن لم ينجح مع النادي الإماراتي فتم التخلي عنه في منتصف الموسم ولم يستطع سوى تسجيل هدف واحد معه.
و حقق مع الجزيرة الإماراتي لقب الجزيرة الأول على مستوى بطولة التعاون الخليجي في 31 ديسمبر 2007.

## روابط خارجية
- بونافينتور كالو على موقع الاتحاد الدولي (مؤرشف)  (الإنجليزية)
- بونافينتور كالو على موقع الاتحاد الأوربي (الإنجليزية)
- بونافينتور كالو على موقع قاعدة بيانات كرة القدم.إي يو (الإنجليزية)
- بونافينتور كالو على موقع بيانات كرة القدم. دي إي (الألمانية)
- بونافينتور كالو على موقع ليكيب (الفرنسية)
- بونافينتور كالو على موقع ناشيونال فوتبول تيمز (الإنجليزية)
- بونافينتور كالو على موقع Soccerway.com (الإنجليزية)
- بونافينتور كالو على موقع عالم كرة القدم.نت (الإنجليزية)
- بونافينتور كالو على موقع كووورة